# إسلام الأكراد

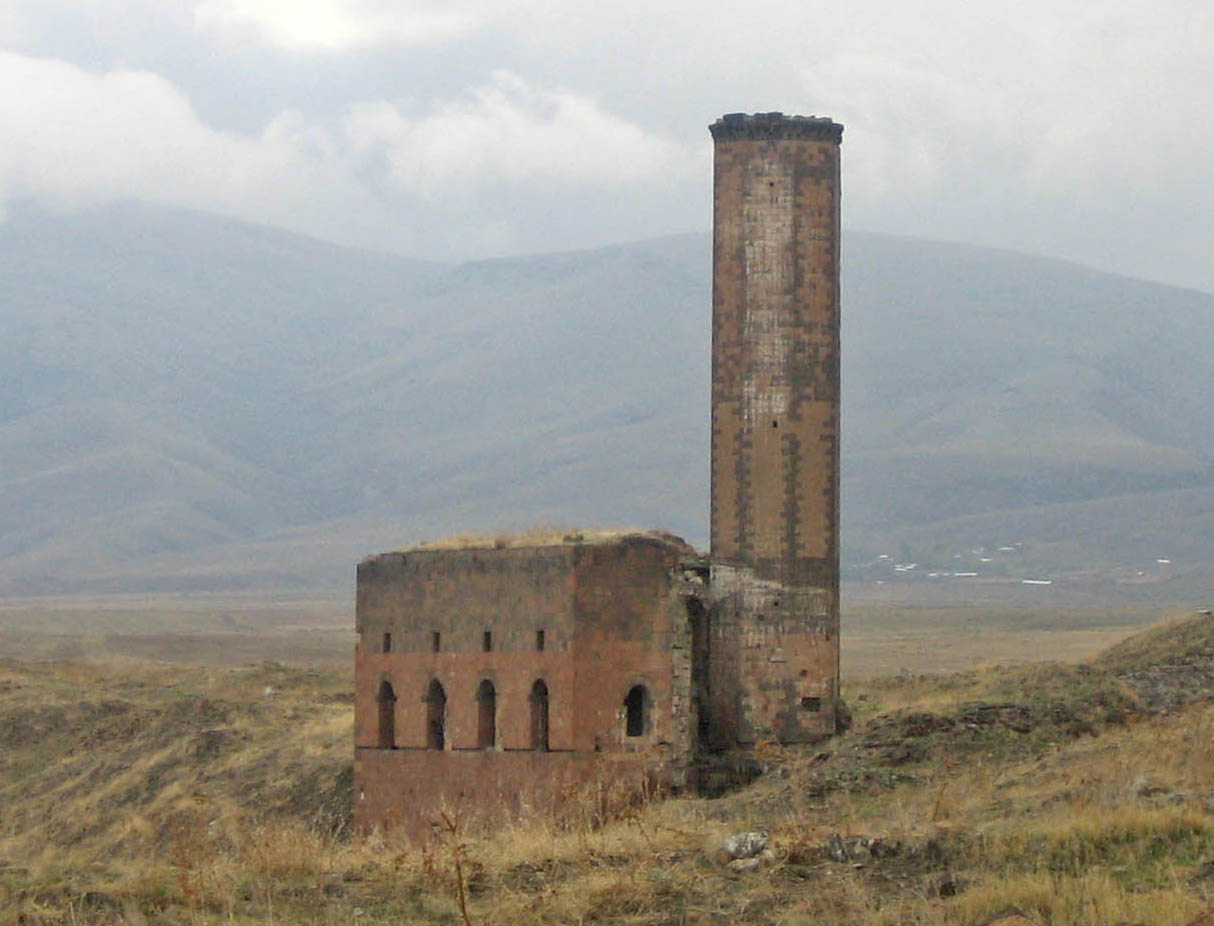
أنقاض مسجد منوجهر ، أول مسجد في تركيا شيدته سلالة الشدد الكردية في مدينة آني الأرمنية في العصور الوسطى.

بدأ انتشار الإسلام بين الأكراد في القرن السابع مع الفتوحات الإسلامية المبكرة قبل الإسلام، واتبع غالبية الأكراد عقيدة غربية إيرانية ما قبل الزرادشتية مشتقة مباشرة من التقاليد الهندية الإيرانية وقد نجت بعض عناصر هذا العقيدة في اليزيدية والرسانية والعلوية الكردية.
كان الأكراد جزءًا من الأمة الإيرانية الممتدة بين الإمبراطوريتين البيزنطية والساسانية عندما ظهر الإسلام لأول مرة. و غرب إيران بغض النظر عن الموقع الجغرافي أو العرق الإيراني.
كان جابان الكردي وابنه ميمون الكردي أول أكراد اعتنقوا الإسلام وكان خليل الكردي السماني من أوائل التبيعون الأكراد ومع ذلك، لم يحدث التحول الجماعي للأكراد إلى الإسلام حتى عهد عمر بن الخطاب، الخليفة الثاني للخلافة الراشدة بين 634-644 واحتك الأكراد لأول مرة بالجيوش العربية خلال الفتح العربي لبلاد الرافدين عام 637. كانت القبائل الكردية عنصرًا مهمًا في الإمبراطورية الساسانية، وقدمت لها في البداية دعمًا قويًا لأنها حاولت الصمود أمام الجيوش الإسلامية، بين 639 - 644، وبمجرد أن أصبح واضحًا أن الإمبراطورية ستسقط، استسلم القادة الأكراد واحدًا تلو الآخر. للجيوش العربية والدين الجديد واليوم غالبية الأكراد هم من المسلمين السنة، وهناك أقليات علوية وشيعية. الأكراد المسلمون السنة هم في الغالب من الشافعية والحنفية.

## أكراد مسلمون بارزون من العصور الوسطى
كان بسامي كردي (القرن التاسع)، وإفديلس ميدي بابك (972-1019)، وعلي الحريري (1009-1079) أول شعراء ومؤلفين أكراد إسلاميين وكانت أم محمد فخر النساء شهدة بنت أحمد الإبري (1091-1179) أول عالمة ومحدثة وخطاطة كردية، وسميت فوهة أبوالفدة في القمر على اسم الجغرافي والمؤرخ الإسلامي الكردي أبو الفدا (1273-1331).
مسجد منوجهر، هو أول مسجد في الحدود الحالية لتركيا، تم بناؤه في عام 1072 من قبل سلالة الشداديون السنية الكردية.

## المدارس الكردية

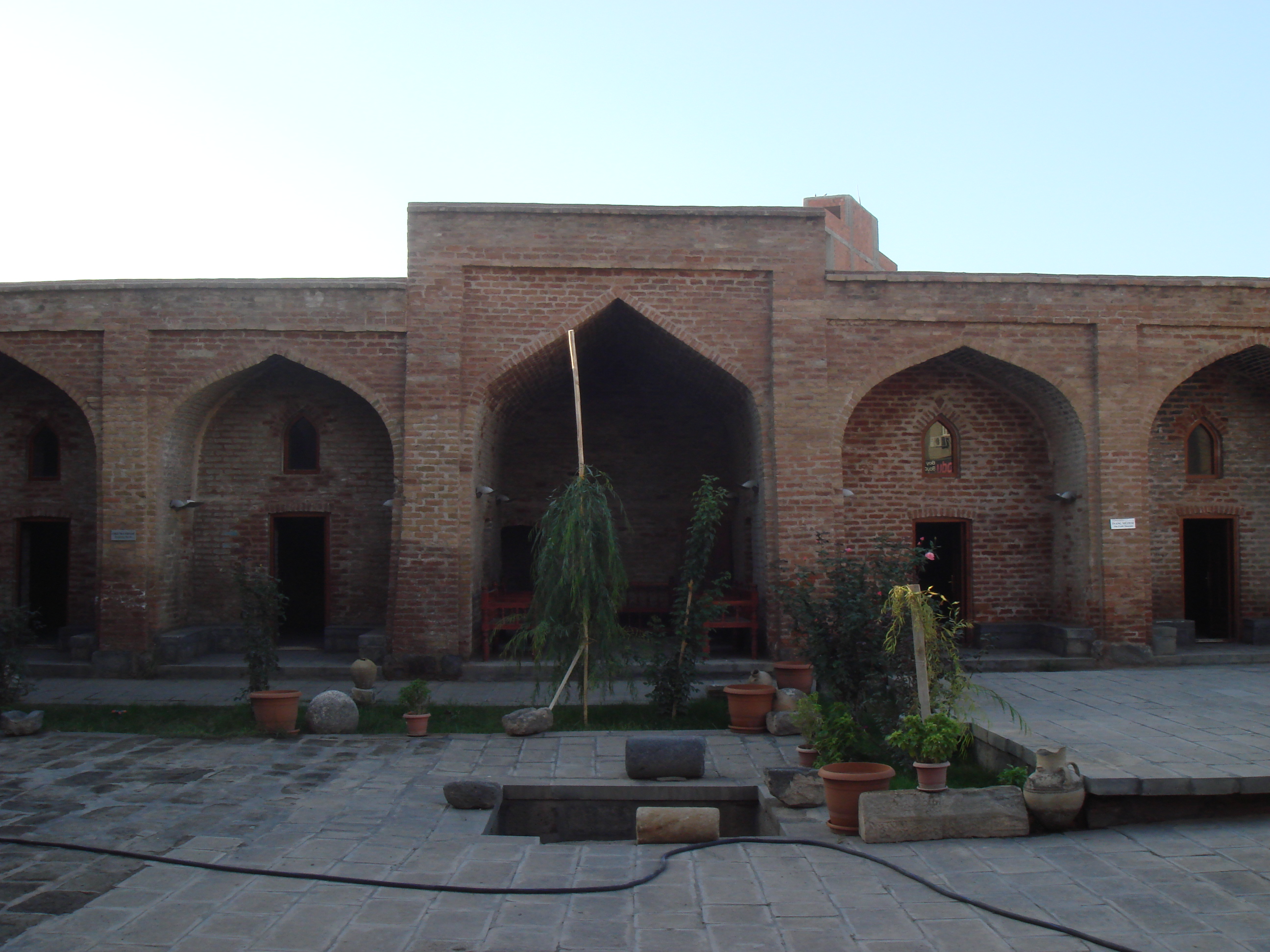
المدرسة الكردية الحمراء في الجزيرة

مع انتشار الإسلام في كردستان، تشكل أسلوب حضاري جديد في المنطقة، وكانت المدارس الدينية أحد أسس هذه الحضارة الجديدة، وتشكلت أول مدرسة كردية حوالي عام 950 م في مدينة همدان، كردستان الإيرانية ومع ذلك، غير صلاح الدين الوضع التعليمي للمدارس الدينية حيث يتم تدريس العلوم الإسلامية فقط، وبدأ في تدريس العديد من فروع العلوم هناك، مع إعطاء أهمية أكبر للدروس الكردية.
وشملت الدروس التي تم تدريسها في المدارس الكردية تفسير القرآن والحديث والفقه والمنطق والنظام الأساسي والرياضيات والفلك والطب والفلسفة. كانت معظم الكتب التي كانت تُستخدم ككتب مدرسية في المدارس الكردية باللغة العربية، وقد تمت ترجمتها إلى اللغة الكردية من قبل التربويين والخبراء، كان هناك إلزام لطفل واحد على الأقل في كل أسرة بضرورة أن يتعلم في مدرسة دينية بين الأكراد، حوالي 80٪ من طلاب المدارس الكردية كانوا من الذكور.